# Paula Ramírez
Artikeln följer den spanska namnseden; faderns efternamn är Ramírez och moderns efternamn Ibáñez.
Paula Ramírez Ibáñez, född 23 april 1996, är en spansk konstsimmare.

## Karriär
I maj 2016 vid EM i London var Ramírez en del av Spaniens lag som tog brons i det fria lagprogrammet. I augusti 2018 vid EM i Glasgow var hon en del av Spaniens lag som tog brons i fri kombination. I juli 2019 vid VM i Gwangju var Ramírez en del av Spaniens lag som tog brons i highlight.
I maj 2021 vid EM i Budapest var Ramírez en del av Spaniens lag som tog silver i det fria lagprogrammet och brons i det tekniska lagprogrammet. Vid olympiska sommarspelen 2020 i Tokyo, som arrangerades 2021, var hon en del av Spaniens lag som slutade på sjunde plats i lagtävlingen. I juni 2022 vid VM i Budapest var Ramírez en del av Spaniens lag som tog brons i highlight.
I juni 2023 vid europeiska spelen i Kraków-Małopolska var Ramírez en del av Spaniens lag som tog guld i både det tekniska och fria lagprogrammet. Följande månad var hon en del av Spaniens lag som tog guld i det tekniska lagprogrammet vid VM i Fukuoka. I februari 2024 vid VM i Doha var Ramírez en del av Spaniens lag som tog silver i det tekniska lagprogrammet. Vid olympiska sommarspelen 2024 i Paris var hon en del av Spaniens lag som tog brons i lagtävlingen.
Vid konstsim-EM 2025 i Funchal var Ramírez en del av Spaniens lag som tog guld i både det fria och tekniska lagprogrammet samt brons i det akrobatiska lagprogrammet. Vid VM 2025 i Singapore var hon en del av Spaniens lag som tog brons i det fria, tekniska och akrobatiska lagprogrammet.